# Dean Kolstad
Dean Kolstad (Kanada, Alberta, Edmonton, 1968. június 16. –) profi jégkorongozó.

## Karrier
Komolyabb junior karrierjét a WHL-es New Westminster Bruinsban és a BCJHL-es Langley Eaglesben kezdte 1983–1984-ben. A következő szezont egyik-másik csapatban játszotta felváltva. Végül 1985–1986-ban elkerült a New Westminster Bruinsból a szintén WHL-es Prince Albert Raidersbe, ahol 1988-ig játszott. Az 1986-os NHL-drafton a Minnesota North Stars választotta ki a második kör 33. helyén. A felnőtt pályafutását egyből az NHL-ben, a North Starsban kezdte, majd 25 mérkőzés után leküldték az IHL-es Kalamazoo Wingsbe, ahol a következő szezont is töltötte. 1990–1991-ben ismét felkerült a North Starsba, de csak öt mérkőzésre. 1991–1993 között az IHL-es Kansas City Bladesben játszott, majd 1993-ban a San Jose Sharks felhívta újabb tíz mérkőzésre az NHL-be, miután az 1991-es NHL Dispersal Drafton kiválasztotta. 1993–1994-ben az AHL-es Binghamton Rangersben játszott. A következő szezonban visszakerült az IHL-be a Minnesota Mooseba, majd 1995–1996-ban ismét az AHL-ben a Portland Piratesben szerepelt. 1996–1998 között a WPHL-es Central-Texas Stampedeben játszott és innen vonult vissza.

## Díjai
- WHL Kelet Második All-Star Csapat: 1987, 1988
- IHL Második All-Star Csapat: 1990
- Turner-kupa: 1992